# Benjamin d'Urban

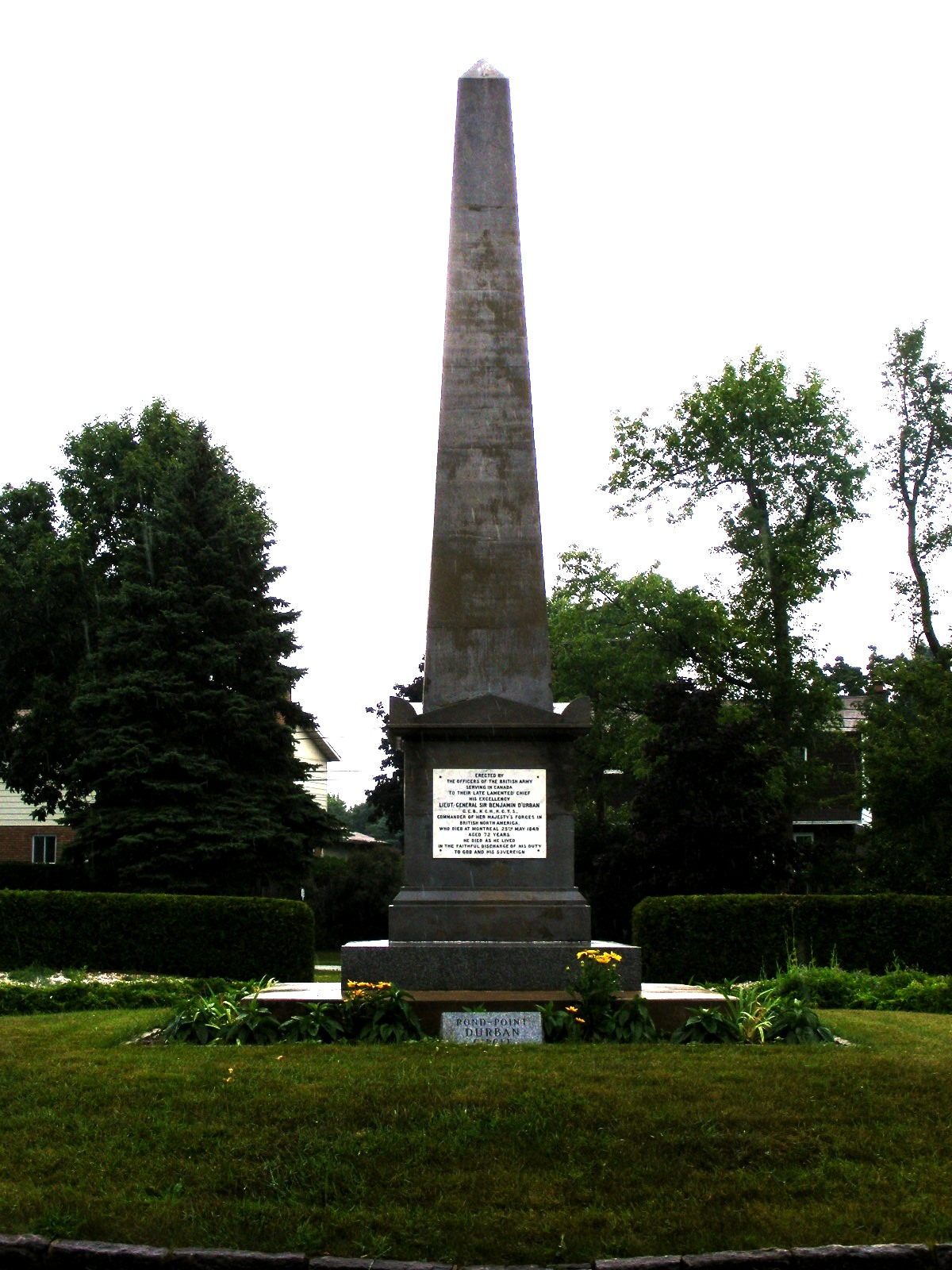
Sir Benjamin d'Urbans obelisk i Montréal.

Benjamin d'Urban, född 1777 i Halesworth i Suffolk, död 25 maj 1849 i Montréal i Kanada, var en brittisk general och guvernör för brittiska kolonier, mest känd för sin politik som guvernör för Kapkolonin.
Hans grav låg ursprungligen på en militärkyrkogård i Montréal, men som flyttades i samband med att en påfart till bron Jacques-Cartier byggdes. Sir Benjamin d'Urban vilar nu på en militärkyrkogård i Pointe-Claire, Montreal och en obelisk är rest till hans minne.

## Karriär i Europa
D'Urban föddes i Halesworth i Suffolk och blev 1793 antagen som kornett vid ett dragonregemente i Brittiska armén, sexton år gammal. Han avancerade snabbt i rang och utmärkte sig i Spanska självständighetskriget 1807-1814. Värvad till den portugisiska armén var han kvartermästare och stabschef under den brittiske generalen William Beresford. Han ansökte aldrig om permission och deltog i alla större slag och belägringar under kriget bland andra slaget vid Albuera, slaget vid Badajoz och slaget vid Salamanca. Under slaget vid Salamanca förde han som general befälet över en portugisisk kavalleribrigad som framgångsrikt assisterade under anfall mot Napoleon I:s trupper.
För sina insatser belönades han med många medaljer, förtjänsttecken och utmärkelser.

## Brittiska Guyana
År 1819 blev han utnämnd till guvernör för kolonin Antigua. År 1824 blev d'Urban vice guvernör även för kolonin Demerara-Essequibo som Holland överlåtit till Storbritannien nio år tidigare. År 1831 genomförde han sammanslagningen av kolonierna Antigua, Demerara-Essequibo och Berbis till Brittiska Guyana och blev dess förste guvernör 1831-1833.

## Brittiska Kapkolonin
I januari 1834 blev d'Urban utnämnd till guvernör och militär befälhavare för brittiska Kapkolonin just efter att Storbritannien utfärdat abolitionism mot handel med slavar 1833.
Hans administration blev präglad av många problem. Xhosakrigen hade redan pågått i över femtio år och kom att intensifieras, samt problem med boerna som missnöjda i stora skaror sökte sig bort från britterna. Han inrättade flera civila och provinsiella domstolar.
Krigen mot Xhosa blev lyckosamma i så mening att då sjätte Xhosakriget bröt ut lyckades han köra bort dem österut ända till floden Kei efter att de attackerat britter och boer. Han annekterade nya områden och anlade flera nya städer, bland annat Fort Beaufort och King William's Town. D'Urban blev populär bland de flesta britter och boer.
D'Urban ockuperade och grundade även kolonin Natal  och ändrade namnet på den största hamnen där till sitt eget namn Durban år 1835.
Flera år före d'Urbans ankomst till Kapkolonin hade en missionär, John Philip, år 1823 återvänt till England för att inför regeringen där plädera för stopp för slaveri och bättre behandling av afrikanerna. Brittiska allmänheten blev upprörda av vad Philip berättade, Brittiska underhuset höll med och brittiska regeringen gav order om att alla personer på brittiskt territorium skulle ha samma rättigheter och tvingade regeringen för Kapkolonin att verka för beslutet. Detta beslut blev hårt kritiserat i Kapkolonin och Philip blev impopulär.
Efter sjätte kriget, där båda sidor lidit svåra förluster, tagit slut tvekade d'Urban inför att fortsätta reformera då han var ängslig att det kunde leda till mera krig. John Philip återvände då till England och lyckades få d'Urban avsatt som guvernör år 1837 och var i fortsättningen endast militär befälhavare och fortsatte som sådan fram till 1846.  Brittiska regeringen beslöt att avstå området som d'Urban annekterat i Xhosakriget och området blev istället administrativt halvbrittiskt.
Han avböjde år 1842 ett erbjudande om en hög militär position i Brittiska Indien.

## Brittiska Nordamerika
I januari 1847 accepterade han en utnämning som överbefälhavare för Hennes Majestäts styrkor i Brittiska Nordamerika under en gränstvist där invasion från USA hotade. Han förlade sitt högkvarter till Montréal där han levde fram till sin död 1849.

## Utmärkelser
- Bathorden
- Royal Guelphic Order
- Order of the Tower and Sword
- Army Gold Medal med fem spännen.